# Brigada 29 Infanterie (1916-1918)
Brigada 29 Infanterie a fost o mare unitate de nivel tactic, care s-a constituit la 14/27 august 1916 prin mobilizarea unor unități și subunități de rezervă, din compunerea Comandamentului V Teritorial: Regimentul 74 Infanterie - (Constanța) și Regimentul 80 Infanterie - (București). Brigada a făcut parte din organica  Diviziei 15 Infanterie.:p. 103
La intrarea în război, Brigada 29 Infanterie a fost comandată de generalul de brigadă (rz.) Constantin Savopol. Brigada 29 Infanterie a participat la acțiunile militare pe frontul românesc, pe toată perioada războiului, între 14/27 august 1916 - 28 octombrie/11 noiembrie 1918.

## Participarea la operații

### Campania anului 1916
În campania anului 1916 Brigada 29 Infanterie a participat la acțiunile militare în dispozitivul de luptă al Diviziei 15 Infanterie participând la Bătălia de la Turtucaia, unde efectivele brigăzii au căzut în prizonierat, brigada ne mai fiind refăcută decât în cursul anului 1917. 

### Campania anului 1917
În campania anului 1917 Brigada 29 Infanterie a participat la acțiunile militare în dispozitivul de luptă al Diviziei 15 Infanterie , participând la Bătălia de la Mărășești . În această campanie, brigada a fost comandată de colonelul Dumitru Sachelarie.

## Ordinea de bătaie

### La mobilizarea din 1916
La declararea mobilizării, la 27 august 1916, Brigada 29 Infanterie a făcut parte din compunerea de luptă a Diviziei 15 Infanterie, alături de Brigada 30 Infanterie și Regimentul 25 Artilerie. Ordinea de bătaie a brigăzii era următoarea:
- Brigada 29 Infanterie

- Regimentul 74 Infanterie
- Regimentul 80 Infanterie

### Reorganizări pe perioada războiului
În prima jumătate a anului 1917, Brigada 29 Infanterie s-a reorganizat în spatele frontului. Brigada a fost inclusă în compunerea de luptă a Diviziei 15 Infanterie, alături de Brigada 30 Infanterie și Brigada 15 Artilerie. Ordinea de bătaie a brigăzii era următoarea::p. 192
- Brigada 29 Infanterie

- Regimentul 63/79 Infanterie
- Regimentul 73/78 Infanterie

## Comandanți
- General de brigadă Constantin Savopol
- Colonel Dumitru Sachelarie